# Mark Rudan
Mark Rudan (sinh ngày 27 tháng 8 năm 1975) là một cầu thủ bóng đá người Úc.

## Sự nghiệp câu lạc bộ
Mark Rudan đã từng chơi cho Avispa Fukuoka.

## Thống kê câu lạc bộ

### J.League
| Đội            | Năm       | J.League | J.League | J.League Cup | J.League Cup | Tổng cộng | Tổng cộng |
| Đội            | Năm       | Trận     | Bàn      | Trận         | Bàn          | Trận      | Bàn       |
| -------------- | --------- | -------- | -------- | ------------ | ------------ | --------- | --------- |
| Avispa Fukuoka | 2008      | 6        | 0        | -            | -            | 6         | 0         |
| Tổng cộng      | Tổng cộng | 6        | 0        | 0            | 0            | 6         | 0         |